# Icterus cucullatus
Icterus cucullatus е вид птица от семейство Трупиалови (Icteridae). Видът е незастрашен от изчезване.

## Разпространение
Разпространен е в Белиз, Канада, Мексико и САЩ.